# Brugse Poort (Kortrijk)
De Brugse Poort is een wijk in de Belgische stad Kortrijk. De woonwijk is een van de buurten in de 19de-eeuwse gordel van Kortrijk en dankt haar naam aan de gelijknamige stadspoort die tot midden de 19e eeuw nog in gebruik was om belastingen te heffen op inkomende goederen. De stadswijk bevindt zich ten noorden van de historische binnenstad en situeert zich tussen de wijken Heule-Watermolen, Overleie en de Leopold III-wijk. De centrale as doorheen deze wijk, die overigens start aan het parkje ter hoogte van de Brugsepoort, is de Brugsesteenweg die naar het naburige Kuurne leidt. Op heden is de Brugse Poort een erg druk bevolkte wijk met echter weinig groenruimte.
Belgische gemeenten · Arrondissement Kortrijk · West-Vlaanderen · Vlaanderen